# Fruarna i Stepford
Fruarna i Stepford (originaltitel: The Stepford Wives) är en amerikansk film från 1975 i regi av Bryan Forbes och manus av William Goldman, efter romanen Fruarna i Stepford från 1972 av Ira Levin.

## Handling
Joanna och Walter Eberhart (spelade av Katharine Ross och Peter Masterson) flyttar till småstaden Stepford. Alla i staden tycks mycket nöjda med sin perfekta tillvaro. Alla stadens kvinnor är duktiga hemmafruar som älskar att laga mat och baka och vara sina män till lags på alla sätt. Joanna blir vän med Bobbie Markowe (Paula Prentiss), som också är relativt nyinflyttad. De tycker båda att något är märkligt i staden och tillsammans med Charmaine Wimperis (Tina Louise) försöker de starta en kvinnorörelse i staden men de andra kvinnorna är totalt ointresserade. När Charmaine plötsligt blir som alla de andra fruarna i staden försöker Joanna och Bobbie lista ut vad som är fel. Inom kort byter också Bobbie beteende och när hon, bokstavligen, får kortslutning förstår Joanna att alla stadens fruar har blivit ersatta av människolika robotar av stadens mansklubb och dess ledare, Dale Coba (Patrick O'Neal).

## Rollista i urval
- Katharine Ross – Joanna Eberhart
- Paula Prentiss – Bobbie Markowe
- Peter Masterson – Walter Eberhart
- Nanette Newman – Carol van Sant
- Tina Louise – Charmaine Wimperis
- Patrick O'Neal – Dale "Diz" Coba
- Josef Sommer – Ted van Sant
- Franklin Cover – Ed Wimperis
- Toni Reid – Marie Axhelm
- George Coe – Claude Axhelm
- Carole Mallory – Kit Sundersen
- Barbara Rucker – Mary Ann Stavros
- Judith Baldwin – Patricia Cornell
- Michael Higgins – Mr. Cornell
- William Prince – Ike Mazzard, konstnären
- Carol Eve Rossen – doktor Fancher
- Robert Fields – Raymond Chandler
- Remak Ramsay – Mr. Atkinson
- Mary Stuart Masterson – Joannas dotter Kim

## Mottagande
Filmen har 67 procent positiva recensioner på Rotten Tomatoes.
Katharine Ross vann pris som bästa skådespelerska av Academy of Science Fiction, Fantasy, & Horror films och filmen nominerades även som bästa science fiction-film.

## Uppföljare och nyinspelning
Filmen fick tre uppföljare producerade för TV och en nyinspelning gjordes 2004. 
- Revenge of the Stepford Wives (1980)
- Barnen i Stepford (1987)
- The Stepford Husbands (1996)
- The Stepford Wives (2004)